# Xenerpestes singularis
Xenerpestes singularis е вид птица от семейство Furnariidae. Видът е почти застрашен от изчезване.

## Разпространение
Видът е разпространен в Еквадор и Перу.